# كاسر التعادل

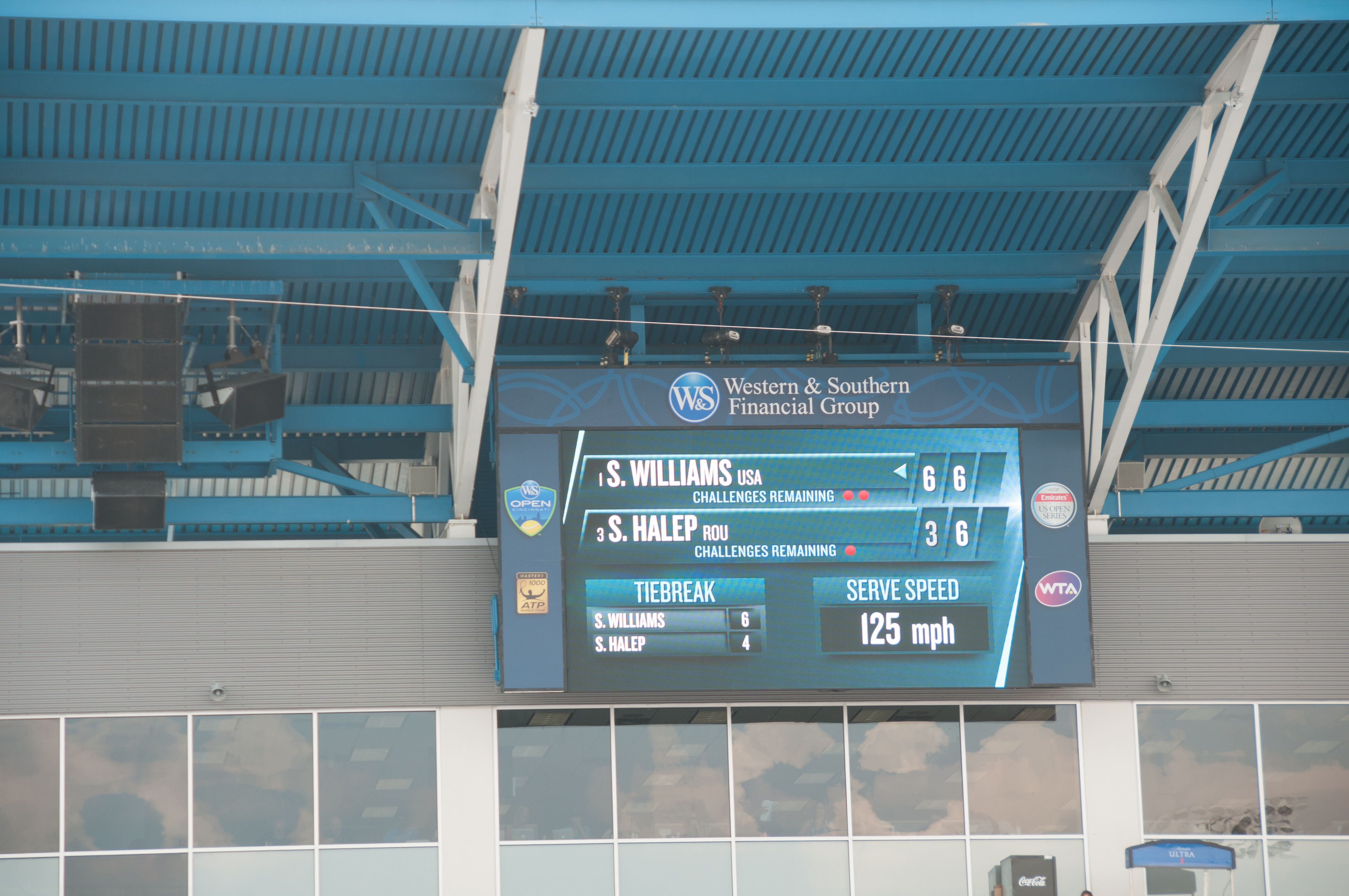
الشوط الفاصل في بطولة سينسيناتي للتنس 2015

عمليات إعادة التوجيه «كسر التعادل» هنا. للاستخدامات الأخرى، انظر استراحة التعادل.
للمفتاح الكهربائي، انظر قاطع الدائرة.
في الألعاب والرياضة، يُسْتَخْدَم الشوط الفاصل (Tiebreaker) لتحديد الفائز من بين اللاعبين أو الفِرق المتعادلة في نهاية المسابقة أو مجموعة من المسابقات.

## عملية العامة

### في المباريات
في بعض المواقف، قد يتكون الشوط الفاصل من جولة أخرى من اللعب. على سبيل المثال، إذا كان المتسابقون مقيدون في نهاية لعبة الاختبار، فقد يُسأل كل منهم سؤالًا إضافيًا أو أكثر، وكل من يجيب بشكل صحيح أكثر من تلك المجموعة الإضافية هو الفائز. في العديد من الألعاب الرياضية، تتنافس الفرق المتعادلة في نهاية المباراة في فترة لعب إضافية تسمى «الوقت الإضافي». قد لا تتبع الجولة الإضافية أيضًا التنسيق العادي، على سبيل المثال الشوط الفاصل في كرة المضرب أو ركلات الترجيح في كرة القدم. في سلسلة ألعاب القتال سوبر سماش برذرز. التي تنشرها نينتندو، إذا كان لدى اثنين على الأقل من المقاتلين نفس القدر من النقاط أو الأسهم في نهاية المباراة، فسيحدث كسر التعادل كـ "Sudden Death" حيث يتلقى اللاعبون المتعادلون 300 النسبة المئوية للضرر ومن يوجه الضربة النهائية هو الفائز.

### في البطولات والتصفيات
انظر أيضًا: نظام تصنيف البطولات الجماعية § معايير كسر التعادل
في بعض الألعاب الرياضية، والبطولات، والمباريات الفاصلة، يكون الشوط الفاصل عبارة عن إحصائية تُقارن بالمتسابقين المنفصلين الذين لديهم نفس سجل الفوز والخسارة. بعض المسابقات، مثل كأس العالم لكرة القدم، الدوري الأوروبي لكرة السلة، الاتحاد الوطني لكرة السلة، دوري الهوكي الوطني والدوري الوطني لكرة القدم الأمريكية، لديها مجموعة كاملة من قواعد كسر التعادل حيث تُقَارن مجموعة من الإحصائيات بين الفرق المتعادلة، واحدة في وقت، لتحديد التصنيف في دورة خروج المغلوب أو المباراة الفاصلة.
قد تتضمن الإحصائيات التي تُقَارن إجمالي الأهداف المسجلة، والسجل بين الفريقين المتعادلين، وعوامل أخرى. في العديد من قواعد كسر التعادل هذه، إذا بقيت الفرق مرتبطة بعد مقارنة كل هذه الإحصائيات، فسيُكْسَر التعادل عشوائيًا باستخدام قرعة عملة أو سحب القرعة. تستخدم بطولات النظام السويسري مجموعة متنوعة من المعايير غير الموجودة في أنواع البطولات الأخرى التي تستغل ميزات خاصة بالنظام السويسري: انظر كسر التعادل في بطولات النظام السويسري.
في بعض البطولات الرياضية، قد يتم لعب مباراة فاصلة من مباراة واحدة، أو أحيانًا تنسيق سلسلة "أفضل من"، بدلاً من ذلك لكسر التعادل.

### في الترقية / الهبوط والنظام المسودة
قد تستخدم بعض البطولات الرياضية قواعد كسر التعادل للمساعدة في تحديد الفرق التي لديها نفس سجل الفوز والخسارة التي يتم ترقيتها وهبوطها أو التي لديها الاختيار الأعلى في المسودة الرياضية الخاصة بها. قد تكون قواعد كسر التعادل هذه هي نفسها المستخدمة في دورات خروج المغلوب أو التصفيات الخاصة بكل منها، باستثناء أن الفريق المتعادل ذو الإحصائيات الأسوأ هو الذي إما هبط إلى الدرجة الأولى أو يتلقى مجموعة مسودة أعلى. ومع ذلك، في بعض البطولات الرياضية، مثل الرابطة الوطنية لكرة القدم، تختلف مجموعة قواعد كسر التعادل لمقارنة الفرق الأسوأ تصنيفًا تمامًا عن القواعد الخاصة بتحديد الفرق الفاصلة.

## رياضات محددة

### اتحاد كرة القدم
في مسابقات كرة القدم، يُسمح بأن تنتهي العديد من المباريات بالتعادل، ولكن في الحالات التي يجب فيها اختيار فائز، هناك ثلاث طرق لتحديد ذلك: الوقت الإضافي، وضربات الجزاء الترجيحية، وقاعدة الأهداف خارج الأرض مع التعادل من مباراتين.
بعد الوقت العادي أو 90 دقيقة، الطريقة المعتادة هي الوقت الإضافي، حيث يلعب كل فريق فترتين من الوقت الإضافي لمدة 15 دقيقة. الفريق الذي يتقدم في نهاية 30 دقيقة يفوز بالتعادل. إذا، في نهاية الوقت الإضافي، بعد 120 دقيقة، لا يمكن تحديد الفائز، تذهب المباراة إلى ركلات الترجيح. من حين لآخر، في مباريات مثل درع الاتحاد الإنجليزي في إنجلترا، يمكن أن تنتقل المباراة مباشرة إلى ركلات الترجيح بعد اكتمال 90 دقيقة من اللعب. بدلاً من ذلك، في بطولات مثل كأس الاتحاد الإنجليزي، تُعاد المباراة بالكامل، حيث تمر بالمراحل المذكورة أعلاه من الوقت الإضافي وركلات الترجيح في حالة تعادل المباراة الثانية. لم تعد تُسْتَخْدَم هذه الطريقة من ربع النهائي فصاعدًا. في مباريات الدوري، عندما يكون فريقان أو أكثر متعادلين بالنقاط، تُعْتَمد سلسلة من كسر التعادل، حيث يكون فرق الأهداف والنقاط وجهاً لوجه هما الأكثر شيوعًا. في حين أن بعض المسابقات (بما في ذلك مسابقات الاتحاد الدولي لكرة القدم) تستخدم فرق الأهداف كأول شوط الفاصل، فإن البعض الآخر (بما في ذلك مسابقات الاتحاد الأوروبي لكرة القدم والاتحاد الآسيوي لكرة القدم) تستخدم نقاط وجهاً لوجه.

### كرة القدم الأمريكية
في الدوري الوطني لكرة القدم الأمريكية المحترفة، إذا كان الفريقان متعادلان في نهاية اللائحة، تُلْعَب فترة العمل الإضافي بموجب قواعد «الموت المفاجئ» المعدلة. قبل موسم 2017 كانت هذه الفترة 15 دقيقة في جميع المباريات. منذ عام 2017، اُسْتُخْدِمَت فترة 15 دقيقة فقط في المباريات الفاصلة (حيث يجب تحديد الفائز)؛ يتكون الوقت الإضافي في مباريات الموسم العادي من فترة 10 دقائق، ولا يوجد وقت إضافي في فترة ما قبل الموسم حتى عام 1973 ومنذ عام 2021. إذا سجل الفريق الذي يستلم الكرة أولاً هدفًا ميدانيًا، فيجب أن يحصل الخصم على فرصة لمعادلة هذه النتيجة خاصتهم أول فريق يسجل هبوطًا أو يفوز باللعبة؛ وبمجرد أن يستحوذ كلا الفريقين على الكرة في الوقت الإضافي، فإن الفريق الأول الذي يسجل بأي وسيلة قانونية، أو الهبوط (الهجوم أو الدفاعي)، أو الهدف الميداني أو الأمان، يفوز. إذا لم يسجل أي فريق قبل نهاية فترة الوقت الإضافي، أو سجل كلا الفريقين هدفًا ميدانيًا واحدًا لكل منهما، فإن اللعبة تعتبر تعادلًا وتنتهي، وتحسب على أنها «فوز نصف» في الترتيب لأغراض النسبة المئوية للفوز في كلتا المسودتين النظام وتحديد المواقع فاصلة. ومع ذلك، في التصفيات، تنطبق قواعد الموت المفاجئ الحقيقية من الوقت الإضافي المضاعف فصاعدًا.

### قواعد كرة القدم الأسترالية
لا يوجد كسر التعادل لمباريات الموسم العادي في قواعد كرة القدم الأسترالية، وكلا الفريقين يحصلان على نقطتين لكل منهما.
في دوري كرة القدم الأسترالية، أُدْخِلَت قواعد جديدة للنهائيات في عام 2016 وعُدِّلَت في عام 2020: إذا كان هناك تعادل عند انتهاء الوقت الأصلي، بما في ذلك في النهائي الكبير، يُلْعَب شوطين مدتهما ثلاث دقائق من الوقت الإضافي مع انتهاء تبادل الفرق بعد كل نصف. إذا كانت المباراة لا تزال متعادلة بعد انتهاء الوقت الإضافي، يُكَرَر الإجراء حتى يُحَدَّد الفائز.

#### الأنظمة السابقة
قبل عام 1991، إذا تعادلت الدرجات في مباراة نهائية بعد صفارة الإنذار النهائية، فستُعاد المباراة النهائية التي تعادلها في عطلة نهاية الأسبوع التالية، مما يؤخر جميع النهائيات الأخرى لمدة أسبوع واحد.
نظرًا للعديد من المشكلات اللوجستية التي نشأت في أعقاب نهائي التصفيات المؤهلة لعام 1990، استبدل اتحاد كرة القدم الأمريكية هذا الإجراء بوقت إضافي (باستثناء النهائي الكبير) في عام 1991. حتى عام 2015، إذا تم تعادل النتائج في المباراة النهائية عند انتهاء الوقت التنظيمي، شوطان لمدة خمس دقائق من الوقت الإضافي تم لعبهما حتى تحديد الفائز. اُسْتُخْدِم هذا الإجراء مرتين: في نهائي التصفيات الثاني لعام 1994 بين شمال ملبورن وهاوثورن (فاز به شمال ملبورن)، وفي نصف النهائي الثاني لعام 2007 بين الساحل الغربي وكولينجوود (فاز بها كولينجوود).
إذا تم تعادل النتائج بعد صفارة الإنذار الأخيرة في النهائي الكبير، فسَتُعَاد المباراة في عطلة نهاية الأسبوع التالية.

### البيسبول
إذا تم تعادل لعبة كرة القاعدة في نهاية الجولات التسع المعتادة، تستمر اللعبة في أدوار إضافية حتى تنتهي الشوط بفريق واحد متقدم. على الرغم من أن الألعاب تنتهي أحيانًا على أنها روابط بسبب الطقس أو الظلام (حدث هذا الأخير كثيرًا قبل تثبيت الأضواء في معظم ملاعب البيسبول الاحترافية في الأربعينيات)، وبعض البطولات (بما في ذلك الدوري الياباني لكرة القاعدة) تسمح فقط بعدد محدود من الإضافات الأدوار قبل انتهاء المباراة بالتعادل، فإن لعبة البيسبول المحترفة في الولايات المتحدة ليس لها مثل هذا الحد. استغرقت أطول مباراة في الدوري الرئيسي في التاريخ (في 1 مايو 1920) 26 جولة، واستغرقت مباراة الدوري الثانوي عام 1981 33 جولة. في بعض الأماكن، بما في ذلك لعبة الاتحاد الدولي لكرة القاعدة والكرة اللينة، بدءًا من الشوط الإضافي الثاني، قد يبدأ هذا الدور في إعادة تعيين كامل لترتيب الضرب لاختيار المدرب مع ما يصل إلى اثنين من المتسابقين في القاعدة بالفعل، من أجل زيادة فرص التوصل إلى حل.
يستخدم Major League Baseball مصطلح «كسر التعادل» للإشارة إلى واحدة أو أكثر من المباريات الإضافية التي تُلْعَب بعد النهاية المجدولة للموسم العادي بين الفرق ذات سجلات الفوز والخسارة المتشابهة من أجل تحديد المشاركين في لعب ما بعد الموسم.

### الشطرنج
المقال الرئيسي: كسر التعادل في بطولات النظام السويسري
في الشطرنج، عندما يلعب لاعبان مباراة ضد بعضهما البعض وتكون النتيجة حتى بعد العدد المحدد للألعاب، فغالبًا ما يكون هناك فاصل التعادل مع الألعاب مع أدوات التحكم في الوقت بشكل أسرع. في البطولات، عندما يحصل لاعبان أو أكثر على نفس النتيجة النهائية، يمكن أن تكون هناك مباراة فاصلة ولكن عادةً ما يُسْتَخْدَم نظام تسجيل إضافي.

### كريكت
المقالات الرئيسية: Super Over وNet Run Rate
معظم مباريات الكريكيت لا تحتوي على كسر التعادل. الطريقة الأكثر شيوعًا لكسر التعادل في مباريات الكريكيت المحدودة هي Super Over، حيث يلعب كل فريق أكثر ("OVER") من ست كرات إضافية لتحديد النتيجة. قد يتم لعب سوبر إضافي لاحق إذا انتهى الشوط الإضافي الأول بالتعادل.
في البطولة، الطريقة الأكثر شيوعًا للفصل بين فريقين مرتبطين بالنقاط المكتسبة من المباريات التي تم الفوز بها والخسارة هي Net run rate، وهو مقياس لمدى فوز الفريق أو خسارته في كل مباراة في البطولة.

### الهدف الميداني
الهدف الميداني - رياضة الرماية بالبندقية الهوائية الدقيقة - تستخدم إما الموت المفاجئ أو عدد الطلقات الفاصلة. يتكون الشوط الفاصل للموت المفاجئ (عادةً ما يستخدم لتحديد مكان واحد مثل المركز الثالث عند تقديم 3 جوائز أو بين اثنين من الرماة) من كل مطلق النار المربوط (الترتيب الذي تمليه أو تحديده من خلال رمي العملة المعدنية أو أي تقنية أخرى) يطلق النار على هدف (عادةً ما تكون لقطة صعبة مثل ½ "على بعد 35 ياردة). إذا فشلت جميع الرماة في التعادل، فسيُقَرب الهدف. إذا أصاب أحد الرماة، فإن الرماة الذين يخطئون بعده يخرجون من المنافسة. إذا اكتملت الجولة مع وجود عدة تعادلات، يُنقل الهدف بعيداً (لجعله أكثر صعوبة) ويتم تكرار نفس الإجراء حتى يتبقى مطلق النار واحد فقط.يمكن بعد ذلك تكرار هذا الإجراء لتحديد المراكز الأخرى بين الخاسرين في الجولة السابقة.
في الحالات التي يتعين فيها تحديد مراكز متعددة (كأن يتعادل خمسة أشخاص في المركز الأول)، تتمثل إحدى الطرق في جعل كل مطلق النار يقوم بعدة لقطات (n - 1 أو أكثر مع كون n هو عدد الرماة المقيدون). إذا أخطأ جميع الرماة جميع التسديدات، يتم نقل الهدف (يصبح أسهل)؛ وبالمثل، إذا أصابت جميع الرماة جميع الطلقات، فسيتم إخراج الهدف (يصبح أكثر صعوبة). إذا كان هناك بعض الاختلاف في الضربات بعد جولة، فإن أعلى الدرجات تحصل على أعلى ترتيب بينما أولئك الذين حصلوا على نفس الدرجات يمكن أن يحصلوا على ركلات الترجيح المفاجئة أو تكرار إطلاق النار المتعدد (عادةً مع هدف أكثر صعوبة) لتحديد مواضع أخرى.

### الهوكى الجليدى
المقال الرئيسي: العمل الإضافي (هوكي الجليد)

### كرة المضرب
المقال الرئيسي: نظام تسجيل النقاط في التنس

### البيلياردو
إذا كانت النتائج متساوية عندما يتم وضع جميع الكرات في وعاء من البيلياردو، يتم «إعادة وضع اللون الأسود» (يتم وضعه مرة أخرى على الطاولة، في المكان المخصص له) وتوضع الكرة الرئيسية «في متناول اليد». سيقوم الحكم بعد ذلك بإلقاء قطعة نقود، ويقرر الفائز في قرعة العملة من سيأخذ اللقطة الأولى. يستمر اللعب بعد ذلك حتى يتم وضع الأسود في أصص أو تحدث حالة أخرى لنهاية الإطار.

### السومو
في ختام دورة السومو المحترفة (本 場所 ،honbasho)، الفائز في القسم هو المصارع (力士، ريكيشي) صاحب أفضل سجل في نهاية الدورة التي استمرت 15 يومًا. إذا تم ربط اثنين أو أكثر من المصارعين من أجل الصدارة داخل القسم، فسيتم إجراء سلسلة من مباريات التصفيات الإضافية في اليوم الأخير لتحديد بطل القسم. يتم رفع القيود المفروضة على المباريات بين الأقارب المقربين، وأعضاء نفس المستقر، والخصوم الذين واجهوا سابقًا أثناء مباراة التصفيات.

## الرياضة الخارجية
يستخدم مصطلح «كسر التعادل» أحيانًا بشكل فضفاض خارج عالم الرياضة - على سبيل المثال، لسلاح مبتكر أو إستراتيجية تم تقديمها في حرب حيث يتطابق الجيشان المتعارضان بشكل متساوٍ، وهي خطوة سياسية حاسمة تم تقديمها في سباق انتخابي حيث متطابقة بالتساوي (مثل التصويت)، ومواقف مماثلة في مجالات أخرى.